# Акушерство
Акушерство је специјализована и разнолика и значајна област медицине, која комбинује медицинске и хируршке вештине за решавање аспеката здравља жена током трудноће, порођаја и постпарталног периода.
У оквиру ове области раде акушери лекари и медицински техничари који су специјализовани за бригу о женама почев од периода пре зачећа, преко трудноће, порођаја и првих неколико недеља после порођаја (послепорођајни или постпартални период). У оквиру свог делокруга рада акушери управљају и лече здравствена стања повезане са трудноћом како би осигурали да жена и њена беба буду здрави и да се бебе роде жииве.
Као медицинска специјалност, акушерство је удружено са гинекологијом у оквиру дисциплине познате као акушерство и гинекологије, која је једна од области хирургије.

## Акушерство и гинекологија
Акушер пружа негу током трудноће и порађа бебе, док је гинеколог специјализован за женски репродуктивни систем тако да не лечи жене које су трудни и не порађа бебе. Уобичајено је да се медицинска специјалност, акушерство удружује са гинекологијом у оквиру дисциплине познате као акушерство и гинекологије, која је једна од области хирургије и често смештена под истим кровом неке клинике или установе.

## Стицање звања акушера
Пре него што стекне диплому акушер, појединац мора прво да полаж пријемни испит за упис на медицински факултет. Након тога обично око пет година проводи на студијама медицине да би се стеко диплома лекара. Након четири године практичног рада у оквириу специјализације из акушерства лекар стичете знање и искуство у дијагностиковању и лечењу жена које су трудне и које се порођају.
Неки акушери обављају додатну обуку у субспецијалностима као што је нпр. медицина мајке и фетуса, која се фокусира на бригу о мајкама које су трудне и имају хронична здравствена стања или проблеме који их чине високо ризичним.
Да би могли да обављају праксу акушери морају од Лекарске коморе да добију лиценцу за бављење акушерством. Захтеви за добијање лиценце разликују се у зависности од државе, али у начелу сви акушери морају да прођу проверу да би добили медицинску дозволу за бригу о здрављу жена током трудноће, порођаја и постпарталног периода.

## Историја
Акушерскe интервенцијe првобитно су се сводиле само на екстракцију бебе, са циљем да се спаси мајчин живот у компликованим порођајима.
Од 18. века настао је сукоб између хирурга и бабица, пошто су лекари почели да тврде да су њихове модерне научне технике боље за мајке и одојчад од народне медицине коју су практиковале бабице. Док су лекари и медицинска удружења инсистирала на законском монополу на акушерску негу, бабица је постала ван закона или строго регулисана широм Сједињених Америчких Држава и Канаде. У северној Европи и Русији ситуација за бабице је била мало боља — у војводству Естонији у царској Русији професор Кристијан Фридрих Дојч је 1811. године основао бабичку школу на Универзитету у Дорпату, која је постојала до Првог светског рата. Била је претходница Високој здравственој школи у Тартуу. Обука је трајала седам месеци и на крају је студенткињама издат сертификат за праксу. Упркос оптужбама да су бабице „неспособне и неупућене”, неки су тврдили да су лоше обучени хирурзи много већа опасност за труднице. Године 1846., лекар Игнац Семелвајс је приметио да је више жена умрло у породилиштима у којима су радили мушки хирурзи него жене бабице. Наиме он је установио, да су за појаву порођајне грознице одгооворни студената медицине кој9и нису правилно прали руке након сецирања лешева. Иако су његове препоруке прво биле игнорисанесве временом су постале опште прихваћене и обавезне.
Аргумент да су хирурзи опаснији од бабица трајао је све док проучавање бактериологије није постало популарно почетком 1900-их и док се болничка хигијена није побољшала. Жене су почеле да се осећају сигурније у болницама и са лакоћом су се порођале уз помоћ акушера. [потребан је „Лекари обучени у новом веку пронашли су велике разлике између њихове болничке и акушерске праксе, од оне у женским домовима где нису могле да одржавају стерилне услове у којима ђене нису имале стручну помоћ.”
Када је форцепс (специјална кљешта за вађење бебе), уведен у употребу у 17. веку, јављају се и први мушкарци-бабице попут Вилијама Смелија, смањена је смртност трудница у компликованим порођајима. У викторијанско доба, Симпсон заговарао анестезију хлороформом, Листер је био пионир антисепса, а уведен је и царски рез.
И поред предузетих мера с почетка 20. века, нпр. 1935. године стопа смртности мајки била је и даље око 400 на 100.000. Примена антибиотика значајно је смањила стопу смртности на 11,4 на 100.000. Стање у акушерству се побољшало још више када је 1960-их година уведено ултразвучно и електронско праћење фетуса. Расте и примена стопа царског реза која је нпр. 2000. године у Британији достигао 20 %. и Поред свих до сада предузетих мера у акушерству, на глобалном нивоу порођај још увек изазива и до 600.000 смртних случајева мајки годишње.

## Значај
Колико је велики значај акушерства најболње говоре ови епидемиолошки подаци, по којима је око 289.000 жена (у просеку око 800 дневно) само у 2013. години умрло широм света због компликација у трудноћи (уз велике разлике између развијених и земаља у развоју).
Иако смртност мајки у западним земљама непрекидно пада што документују годишњи извештаји и статистика, између 1987. и 2011. године смртност мајки у Сједињеним Америчким Државама порасла је са 7,2 на 17,8 смртних случајева на 100.000 живорођених, што се одражава у размери материнске смртности (ММР). Супротно томе, стопе до 1.000 по рођењу пријављене су у остатку света (са највишим стопама у Субсахарској Африци и Јужној Азији, које чине 86 % таквих смртних случајева).
Смрти породиљи се ретко истражују у многим земљама, али Светска здравствена организација процењује да је 99 % ових смртних случајева, од којих се већина догоди у року од 24 сата од порођаја, могуће спречити ако постоје одговарајућа инфраструктура, обука и медицинска опрема.
У слабо развијеним земљама, здравље мајки додатно угрожава сиромаштво и неповољни економски фактори који поред ограничавања квалификованог здравственог особља, утиче и на целокупну здравствену инфраструктуру (постојање и приступ болница, медицинску опрему, залихе и остало). Друге потешкоће укључују културни став према сексуалности, контрацепцији, браку деце, порођају у кући и неспособност препознавања хитних медицинских случајева.

## Задаци акушера
Поред праћења општег здравља током трудноће, акушери проверавају компликације, болести или стања повезана са трудноћом. Они такође прате здравље бебе која расте мерењем висине фундуса и ултразвуком.

### Стања
Нека од најчешћих стања која ређавају акушери су:
- Висок крвни притисак или прееклампсија .
- Ектопичне трудноће или побачаји
- Проблеми са плацентом као што је абрупција плаценте
- Јутарња мучнина или мучнина.
- Гестацијски дијабетес
- Инфекције.
- Болови у мишићима
- Генетски поремећаји .

Неки акушери имају додатно искуство у управљању трудноћама већег ризика, које имају веће шансе за компликације. Ако је трудноћа сувише ризична или је изван нивоа акушера он може ђену упутити код специјалисте за медицину мајке и фетуса.

### Операције
Акушери, који су по својој специјалности и хирурзи) могу да обављају операције везане за трудноћу и порођај. Неке од најчешћих хируршких процедура су:
- Епизиотомија.
- Дилатација и киретажа
- Вагинални порођај.
- Царски рез
- Цервикална серклажа
- Коришћење клешта (форцепса) или вакум екстрактора за помоћ при порођају.

### Пренатална нега
Неки од пренаталних скрининга, прегледа и рутинских лабораторијских тестова које обавља акушер током трудноће су:
- Комплетна крвна слика и други крвни панели.
- Папа тест .
- Анализа урина.
- Скрининг за полно преносиве инфекције (СПИ).
- Ултразвук за процену плаценте и материце.
- Тест на стрептококе групе Б.
- Тест толеранције на глукозу (преглед гестационог дијабетеса).
- Квадратни скрининг тест крви за урођене инвалидности.
- Процене фетуса ултразвуком и доплер сондом.

### Постнатална нега
Након рођења бебе акушер прати крварење, функцију црева и бешике и проверава да ли постоје знакови крвних угрушака или других стања после порођаја.
За две или шест недеља у зависности од здравствених проблема повезаних са трудноћом, акушер обавља следече преглед:
- Преглед карлице и дојки (ако је потребно).
- Преглед да ли се материца вратила на величину пре трудноће.
- Прикупља податке о евентуалном крварењу и другим симптомима коју је породиља имала током опоравка.
- Открива постпорођајну депресији и постпорођајну анксиозности.
- Одређује да ли породиља може да наставите са нормалним активностима.
- Разговара са женом о опцијама контроле рађања и будућим трудноћама.